# Unió Monàrquica Nacional
Unió Monàrquica Nacional (UMN) també fou el nom de diverses formacions i partits polítics espanyols monàrquics i dretans com el que a Madrid l'any 1930 es fundà la Unión Monárquica Nacional, UMN que era diferent de la formació feta a Barcelona.
La fundada a Barcelona el febrer del 1919, va coincidir amb la vaga de La Canadenca i amb la presentació fallida a les Corts de l'Estat del projecte d'Estatut d'Autonomia de Catalunya. La UMN tenia l'objectiu aplegar l'ala més unitarista i dretana del monarquisme català, dirigida per Alfons Sala i Argemí, després comte d'Ègara, diputat i cacic del districte de Terrassa, juntament amb Manuel Rius i Rius, marquès d'Olèrdola; Darius Rumeu i Freixa, baró de Viver; José Enrique de Olano y Loyzaga, el comte de Fígols; Josep Maria Milà i Camps, comte de Montseny; Benet de Pomés i de Pomar, comte de Santa Maria de Pomers, i Lluís Pons i Tusquets. El secretari en fou Aureli Joaniquet i Extremo. Volia ser l'oposició al sector regionalista organitzat en la Federació Monàrquica Autonomista, però no va rebre cap suport del poder central i no va poder disputar mai el poder electoral de la Lliga Regionalista, de manera que no passà mai de ser un grup de notables sense base política. Nogensmenys, fou el principal suport a Catalunya de Miguel Primo de Rivera, qui nomenà Alfons Sala president de la Mancomunitat de Catalunya el 1924-1925. Va desaparèixer quan es proclamà la Segona República Espanyola i els seus membres s'integrarien en la Peña Blanca primer i en Renovación Española el 1933.
Aquest mateix nom fou adoptat per José Antonio Primo de Rivera per a un partit que va fundar el 1930 per a reivindicar la memòria del seu pare i presentar-se a les eleccions de 1931, però no va aconseguir l'acta de diputat i va dissoldre el partit. Posteriorment, molts dels seus seguidors s'integrarien a Falange Española, també fundada per ell.